# علم بوهينيا الأسود
علم بوهينيا الأسود Black Bauhinia flag ( (بالصينية: 黑洋紫荊旗; يتبنغ: hak1 joeng4 zi2 ging1 kei4; بالكانتونية: hāk yèuhng jí gīng kèih) ) هو أحد أشكال علم هونغ كونغ بخلفية سوداء و(في معظم الإصدارات) زهرة بوهينيا معدلة. اكتسب العلم شعبية خلال احتجاجات هونج كونج 2019-2020 وغالبا ما يعرضه المتظاهرون المؤيدون للديمقراطية.

## التصميم
هناك خمسة أشكال مختلفة من التصميم: التصميم الأساسي، الذي يستبدل ببساطة الخلفية الحمراء باللون الأسود؛ ونوع مختلف من العلم الأسود الذي يحذف النجوم في البتلات التي ترمز إلى جمهورية الصين الشعبية ؛ ونوعان مختلفان حيث تكون بعض البتلات ذابلة؛ ونوع خامس من العلم الذابلة حيث تكون البتلات ملطخة بالدماء أيضا.
- Hong Kong flag variant, with black background
- Hong Kong flag variant, without the stars that represent the PRC
- Variant with wilted petals
- More detailed variant of wilted petal version

## الاستخدام

المتظاهرون يحتلون قاعة المجلس التشريعي، مع ظهور العلم الأسود لبوهينيا في الخلفية.

تم عرض العلم أثناء اقتحام واحتلال قاعة المجلس التشريعي من قبل المتظاهرين في 1 يوليو 2019. تم إنزال أعلام جمهورية الصين الشعبية خارج المبنى وفي ساحة بوهينيا الذهبية، وتم رفع النماذج الملطخة بالدماء من بوهينيا السوداء في مكانها. كما تم تخفيض أعلام هونج كونج إلى نصف الصاري حداداً. بعد خمسة أيام في 6 يوليو، تم رفع شجرة الباوهينيا السوداء في النصب التذكاري.

## حقوق الطبع والنشر
تعتبر الجمارك والشرطة في هونج كونج أن العلم يمثل انتهاك لقانون العلم الإقليمي وانتهاك محتمل للعلامة التجارية. ويرى بعض المحامين، ومن بينهم المحامي ألبرت لوك، أن العلم لا يفي بمواصفات قانون العلم الإقليمي ويخالف قانون علم جمهورية الصين الشعبية. ومع ذلك، كان لوك أيضًا من الرأي القائل بأنه لا يمكن تتبع مصدر العلم بشكل موثوق دون وجود أدلة كافية، وبالتالي، لا يمكن اتخاذ إجراء قانوني.

## فيديو وزارة الدفاع الأوكرانية
انتقدت حكومتا الصين وهونج كونج وزارة الدفاع الأوكرانية لإدراجها علم بوهينيا الأسود في مقطع فيديو نشرته على تويتر في 18 ديسمبر 2022. وفي الفيديو، شكرت الحكومة الأوكرانية المتطوعين الأجانب في الفيلق الدولي للدفاع الإقليمي عن أوكرانيا لقتالهم ضد القوات الروسية الغازية. وتضمن الفيديو مجموعة من الأعلام التي تتوافق مع جنسيات المتطوعين، بما في ذلك علم بوهينيا الأسود. وردت وزارة الخارجية الصينية بالطلب من أوكرانيا الامتناع عن إظهار الدعم لـ "القوى المناهضة للصين في هونغ كونغ". وتضمنت الصورة المجمعة أيضًا علم تايوان.